# 国鉄シキ25形貨車
国鉄シキ25形貨車（こくてつシキ25がたかしゃ）は、1960年（昭和35年）8月29日に1両のみ日本車輌製造支店で製造された、50 トン積み落し込み式大物車である。東京芝浦電気（東芝）所有の私有貨車で、日本国有鉄道（国鉄）に車籍編入された。東芝が製造した大型の変流器や変圧器を輸送するために用いられた。
魚腹形台枠を備えた長物車のような構造である。全長は18,480 mm（車体長17,600 mm）で、車体中央部に長さ約8,000 mm、幅2,160 mmの穴が開けられており、ここに貨物を落し込んで積載する構造であった。台車はベッテンドルフ式の3軸ボギー台車であるTR92を2基備えており、ASD254-356形の手動積空切り替え式ブレーキを備えていた。
1961年（昭和36年）に信越本線を走行中に、車両限界抵触が原因の接触事故を起こした。この対策として同年改造が行われ、台枠の側梁下部が切り詰められて、それに伴う剛性低下を補う補強が行われた。
常備駅は当初新芝浦駅で、社名変更により1984年（昭和59年）5月に東芝所有となった。貨物駅集約の関係で名目上常備駅が浅野駅を経て安善駅へ移動したが、実際の留置場所は変更されていなかった。2002年（平成14年）12月に廃車となった。